# Fidschianische Fußballnationalmannschaft (U-23-Männer)
Die fidschianische U-23-Fußballnationalmannschaft ist eine Auswahlmannschaft fidschianischer Fußballspieler, die der Fiji Football Association unterliegt. Sie repräsentiert den Verband bei internationalen Freundschaftsspielen wie auch bei der Ozeanien-Qualifikation für die Olympischen Sommerspiele.

## Geschichte
Erstmals nahm die Mannschaft an dem Qualifikationsturnier im Jahr 1991 teil. Hier gelang auf der Tabelle mit vier Punkten aus einem Sieg über Papua-Neuguinea und einem Unentschieden im zweiten Spiel gegen diese, sich auf dem dritten Platz zu positionieren, ebenfalls ein dritter Platz gelang dann auch bei der Austragung im Jahr 1996. Mit dem reformierten Modus bei dem Turnier im Jahr 1999 reichte ein zweiter Platz in der Gruppe dann auch erstmals der Einzug in die nun neue K.o.-Phase. Dort scheiterte man aber im Halbfinale mit einer 2:5-Niederlage an Neuseeland.
Auch beim nächsten Turnier im Jahr 2004 schafft es die Mannschaft mit diesmal neun Punkten über den zweiten Platz wieder eine Runde weiter. Über ein Halbfinale ist dabei nichts bekannt, entweder Neuseeland oder Australien war darin ein Gegner, gegen welchen man verlor. Am Ende wird die Mannschaft unter Vanuatu auf dem vierten Platz gelistet. Das Turnier im Jahr 2008 wurde dann wieder nur in einer Tabelle ausgetragen, wo es wieder einmal nur für den dritten Platz reichte.
Bei dem Turnier im Jahr 2012 wurden wieder Gruppen gebildet und erstmals, stach die Mannschaft aus der Gruppenphase auf einem ersten Platz hervor. Im Halbfinale besiegte man mit 3:0 dann auch noch Papua-Neuguinea und erreichte somit erstmals ein Finalspiel. Mit einem knappen 0:1 unterlag das Team hier dann jedoch Neuseeland.
Das Qualifikationsturnier im Jahr 2015 war dann Teil der Pazifikspiele 2015, womit die Mannschaft auch auf weitere Mannschaften außerhalb der übrigen traf. So traf man im zweiten Gruppenspiel auf die U-23-Auswahl der Föderierten Staaten von Mikronesien, gegen welche man mit einem 38:0-Sieg seinen bis heute höchsten Gewinn einer Partie feiern konnte. Für den Gegner war dies im Verlauf des Turniers zudem nur die zweithöchste Niederlage. Schlussendlich landete die Mannschaft in seiner Gruppe auf dem zweiten Platz, womit man zum einen sich für die K.o-Phase bei dem Turnier der Pazifikspiele als auch für das Weiterkommen bei den Olympischen Qualifikationsturnier platzierte.
Bei dem Qualifikationsturnier gelang mit einem 3:1-Sieg über wieder einmal Papua-Neuguinea im Halbfinale dann auch der zweite Finaleinzug bei einem Qualifikationsturnier. Eigentlich hätte Fidschi hier auf Neuseeland treffen sollen, welche im Halbfinale Vanuatu besiegt hatten. Dieser Niederlage wurde aber schlussendlich am Finaltag als ein 3:0-Sieg für diese gewertet, weil Neuseeland in seinem Spiel Deklan Wynne eingesetzt hatte, welcher aufgrund seiner Herkunft gar nicht spielberechtigt gewesen war. So traf Fidschi im Finalspiel auf Vanuatu, in dem beide am Ende bis zum Elfmeterschießen brauchten, um einen Sieger zu finden. Dieser wurde am Ende dann die Mannschaft aus Fidschi, nach einem 4:3-Sieg in eben diesem Elfmeterschießen. Damit qualifizierte sich Fidschi zum ersten Mal in seiner Geschichte für die Olympischen Sommerspiele.
Bei dem Turnier der Pazifikspiele führte man diese Erfolgswelle aber nicht fort und verlor im Halbfinale hier mit 1:2 gegen Neukaledonien. Im Spiel um die Bronze-Medaille scheiterte man mit einer 1:2-Niederlage dann sogar an Papua-Neuguinea, gegen welche man gerade erst in der Olympia-Qualifikation gewonnen hatte.
Beim Turnier im Jahr 2019 trat man als Gastgebernation auf und sammelte in der Gruppenphase sechs Punkt ein, was für den zweiten Platz reichte. Im Halbfinale unterlag die Mannschaft dann jedoch Neuseeland mit 1:6 und auch im Spiel um Platz drei verliert man mit 0:1 gegen Vanuatu.

## Ergebnisse bei Turnieren
| Jahr | Platzierung |
| ---- | ----------- |
| 1991 | 3. Platz    |
| 1996 | 3. Platz    |
| 1999 | Halbfinale  |
| 2004 | 4. Platz    |
| 2008 | 3. Platz    |
| 2012 | 2. Platz    |
| 2015 | 1. Platz    |
| 2019 | 4. Platz    |

| Jahr | Platzierung |
| ---- | ----------- |
| 2015 | 4. Platz    |